# Le Passage de la mer Rouge (Ghirlandaio, di Antonio Tucci ou Rosselli)
Pour les articles homonymes, voir Le Passage de la mer Rouge.
 (avril 2020).
Si vous disposez d'ouvrages ou d'articles de référence ou si vous connaissez des sites web de qualité traitant du thème abordé ici, merci de compléter l'article en donnant les références utiles à sa vérifiabilité et en les liant à la section « Notes et références ».
Le Passage de la mer Rouge est une fresque réalisée entre 1481 et 1482, située dans la chapelle Sixtine, au Vatican. L'œuvre, selon les érudits[Qui ?], est peinte soit par Domenico Ghirlandaio, Biagio d'Antonio ou Cosimo Rosselli. 

## Histoire
Le 27 octobre 1480, différents peintres florentins partent pour Rome dans le cadre du projet de réconciliation entre Laurent de Médicis, souverain de facto de Florence, et le pape Sixte IV. Les Florentins commencent à travailler dans la chapelle Sixtine dès le printemps 1481, avec Pietro Perugino  dit Le Pérugin, déjà présent sur les lieux. 
La décoration a pour thème le parallèle existant entre les histoires de Moïse et celles du Christ comme signe de continuité entre l'Ancien et le Nouveau Testament, ainsi qu'entre les Tables de la Loi et le message de Jésus, qui avait choisi Pierre (le premier évêque présumé de Rome) comme son successeur, dans le but de légitimer les successeurs de ce dernier, les papes de Rome.

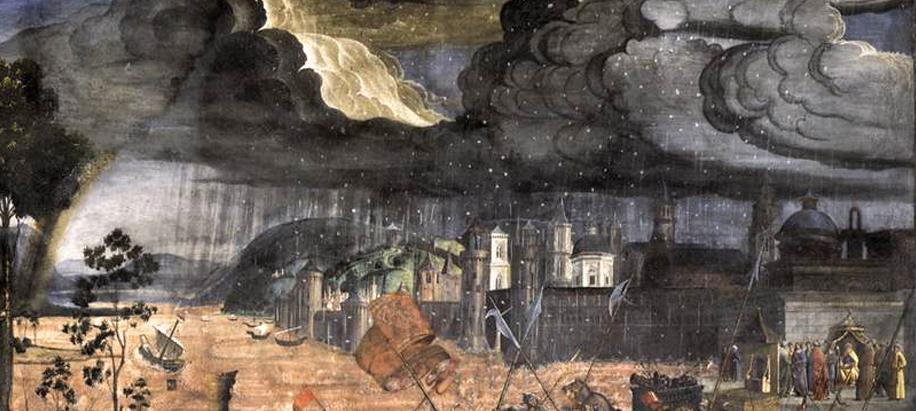
Détail de la tempête.

Parmi les nombreuses fresques du cycle, Le Passage de la mer Rouge est celle dont l'attribution est la plus problématique. Bien que le nom de Ghirlandaio ait été avancé par plusieurs autorités, le style de l'œuvre rappelle davantage celui de Cosimo Rosselli ou de Biagio d'Antonio.

## Description

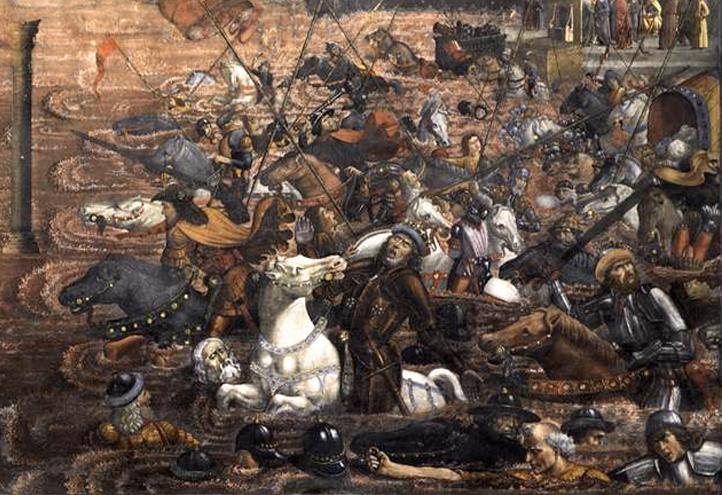
Détail de la déroute des armées.

La scène fait partie du cycle des Histoires de Moïse de la chapelle et, comme d'autres fresques du lieu, dépeint plusieurs scènes dans le même temps. La lecture de la séquence comme sur la droite, à l'arrière-plan, où Moïse et Aaron supplient le pharaon de libérer les Israélites. À droite, les soldats égyptiens, représentés dans des vêtements militaires, portant des armures et des armes typiques de la Renaissance italienne, se noient après que les eaux de la mer Rouge, qui s'étaient miraculeusement ouvertes pour permettre aux Israélites de la traverser, se soient refermée sur eux. Le pharaon est représenté criant de façon frénétique, tandis que d'autres personnages tentent de retourner sur la côte égyptienne à la nage. Devant l'armée, une colonne plane au-dessus des eaux : c'est une représentation de la colonne de feu envoyée par Yahvé pour effrayer les Égyptiens. 
Une tempête de grêle envoyée par Dieu pour punir les Égyptiens se trouve dans la zone centrale supérieure. Sont également représentés quelques rayons de soleil et, plus à gauche, un arc-en-ciel, symboles de la libération à venir pour le peuple israélite. Une représentation similaire de phénomènes météorologiques n'était pas rare dans l'art italien du XVe siècle : d'autres exemples sont le Martyre de saint Marc de Fra Angelico sur le Tabernacolo dei Linaioli, et Saint Georges et Dragon de Paolo Uccello. 
À gauche, les Israélites, menés par un jeune Moïse portant le vêtement jaune typique, la cape verte et un bâton de commandement, sont dépeints après qu'ils viennent de traverser la mer. Leur sécurité est attestée par la présence d'activités récréatives, comme la prophétesse Myriam jouant du cordophone au premier plan. Ils poursuivent leur voyage en procession, disparaissant à gauche, dans un paysage naturaliste. Les détails incluent un chien de compagnie au premier plan, qui rappelle les peintures de Benozzo Gozzoli dans la chapelle des Mages. 

## Sources
- (en) Cet article est partiellement ou en totalité issu de l’article de Wikipédia en anglais intitulé « The Crossing of the Red Sea (Sistine Chapel) » (voir la liste des auteurs).